# Вісьнево (Великопольське воєводство)
Вісьнево (пол. Wiśniewo, нім. Kirschenhof) — село в Польщі, у гміні Вонґровець Вонґровецького повіту Великопольського воєводства.
Населення — 95 осіб (2011).
У 1975-1998 роках село належало до Пільського воєводства.

## Демографія
Демографічна структура станом на 31 березня 2011 року:
|          | Загалом | Допрацездатний вік | Працездатний вік | Постпрацездатний вік |
| -------- | ------- | ------------------ | ---------------- | -------------------- |
| Чоловіки | 43      | 13                 | 26               | 4                    |
| Жінки    | 52      | 17                 | 30               | 5                    |
| Разом    | 95      | 30                 | 56               | 9                    |